# Route A201 (Belgique)
Pour les articles homonymes, voir A201.
Le 'A201 est une courte route pour automobiles entre le nord de Bruxelles et l'Aéroport de Bruxelles-National, en Belgique.
La route dessert l'aéroport de Bruxelles, le ring de Bruxelles, le zoning industriel de Diegem, le quartier général de l'OTAN et le centre de Bruxelles.

## Description du tracé
|   | Dénomination                                                               | Destinations                                      | BK  |
| - | -------------------------------------------------------------------------- | ------------------------------------------------- | --- |
|   | Fin de la route pour automobiles, prolongée par la (Boulevard Léopold III) | Evere, Schaerbeek, Bruxelles                      | 0,0 |
|   | Tunnel de l'OTAN (235 m)                                                   |                                                   | 0,0 |
| 1 | O.T.A.N.                                                                   | Siège de l'OTAN                                   | 0,0 |
| 2 | Diegem-Industrie R22b                                                      | Machelen (Diegem)                                 | 1,9 |
|   | Échangeur de Zaventem                                                      | Ring de Bruxelles                                 | 3,0 |
| 3 | Zaventem-Centrum N262                                                      | Zaventem                                          | 4,3 |
| 4 | Luchthaven                                                                 | Aéroport de Bruxelles-National (Brussels Airport) | 5,0 |

## Galerie d'images

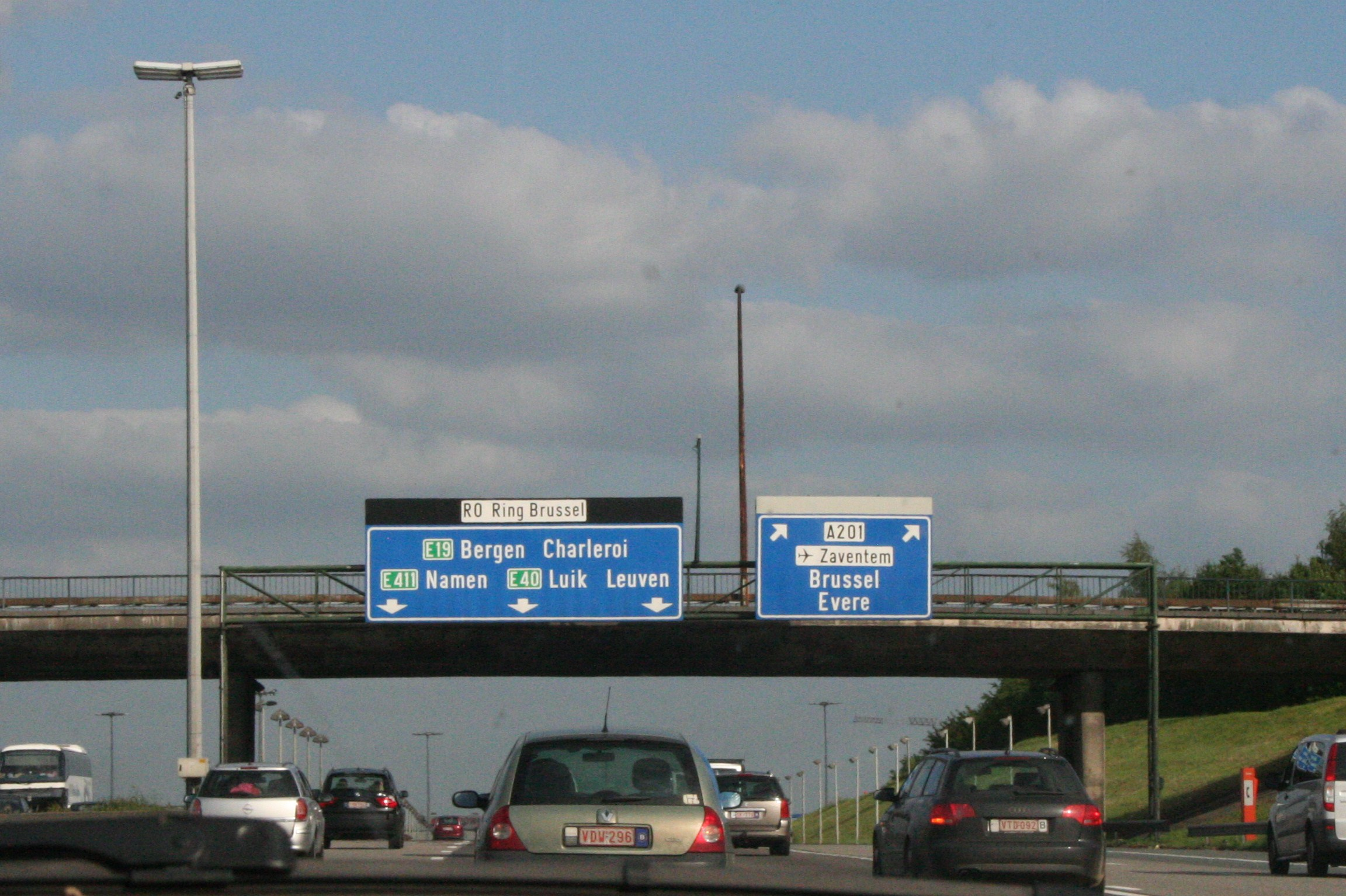
Vue de l'échangeur de Zaventem depuis le ring de Bruxelles.